# Experimentos sobre hibridación de plantas

Los siete caracteres que observó Gregor Mendel en sus experiencias genéticas con los guisantes.

Experimentos sobre hibridación de plantas (en el original alemán, Versuche über Pflanzenhybriden)  es la obra clásica del monje Gregor Mendel, considerado el padre de la genética, en la cual describe los experimentos con el guisante que le permitieron elaborar las afamadas leyes que llevan su nombre.
La obra fue leída en las reuniones del 8 de febrero y del 8 de marzo de 1865 de la Asociación de Historia Natural de Brno y se publicaron en los anuales de dicha sociedad al siguiente año.